# Adelphicos ibarrorum
Espèce
Statut de conservation UICN

 EN B1ab(iii) : En danger
Adelphicos ibarrorum  est une espèce de serpents de la famille des Dipsadidae.

## Répartition
Cette espèce est endémique du Guatemala. Elle se rencontre entre  et m d'altitude. Elle a été découverte à Chichicastenango dans le département du Quiché.

## Publication originale
- Campbell & Brodie, 1988 : A new colubrid snake of the genus Adelphicos from Guatemala. Herpetologica, vol. 44, no 4, p. 416-422.